# Garaeus signata
Garaeus signata är en fjärilsart som beskrevs av Butler 1896. Garaeus signata ingår i släktet Garaeus och familjen mätare. Inga underarter finns listade i Catalogue of Life.